# Affaire des chemises rouges
L'affaire des chemises rouges est un événement de la Révolution française au cours duquel cinquante-quatre personnes furent jugées, condamnées à mort par le Tribunal révolutionnaire, puis exécutées revêtues des chemises rouges distinctives des assassins, mais sans que leur culpabilité ait été formellement établie.

## Les faits

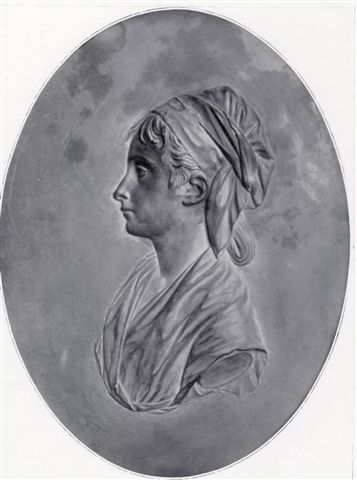
Cécile Renault au Tribunal révolutionnaire, médaillon d'après un dessin par Pajou fils.

Le 29 prairial an II (17 juin 1794), 54 personnes furent condamnées à mort sous le prétexte d’avoir voulu attenter aux jours de Robespierre et Collot d'Herbois. Pour l’occasion, on les revêtit, avec de la toile de sac, de « chemises rouges » - d'où le nom -, tenues d’infamie réservées jusqu’alors aux assassins et empoisonneurs. Ce traitement avait été réservé en juillet 1793 aux prétendus assassins de Léonard Bourdon à Orléans, puis à Charlotte Corday. Le procès des cinquante-quatre était l'aboutissement d'un montage politico-policier destiné à faire croire à l’existence d’une conspiration royaliste contre les « pères du peuple ».

## Les accusés
À l’origine seuls :
- Henri Admirat, convaincu d’avoir voulu tuer le député Collot d’Herbois (ancien auteur de théâtre, membre éminent du Comité de salut public),
- André Santonax, étudiant en chirurgie accusé d’avoir applaudi l’initiative d’Admirat,
- la jeune Cécile Renault, âgée de dix-neuf ans, accusée d’avoir voulu assassiner Robespierre,
- le père de celle-ci, le papetier Antoine Renault,
- son frère, Antoine-Jacques Renault,
- et sa tante Edme-Jeanne Renault (ex-religieuse) devaient porter ces oripeaux.

Depuis Jules Michelet, plusieurs historiens ont interprété le port imposé d'infamantes chemises rouges comme une manipulation du Comité de sûreté générale visant à donner un caractère plus spectaculaire à l'exécution d'assassins convaincus d'avoir voulu attenter aux jours des « pères du peuple ». De la sorte, Vadier, alors en conflit avec Robespierre, aurait cherché à le déconsidérer aux yeux de l'opinion, en faisant endosser à l'Incorruptible la responsabilité du supplice des nombreux condamnés.
À rebours, Michel Biard souligne que cette théorie, « séduisante pour mieux comprendre les événements de Thermidor », souffre « du peu de fiabilité des sources sur lesquelles elle repose ». Par ailleurs, l'historien observe que le port de la chemise rouge par Henri Admirat et Cécile Renault résulte de l'application du Code pénal de 1791, dont l'article 4 dispose que « quiconque aura été condamné à mort pour crime d'assassinat, d'incendie ou de poison sera conduit au lieu d'exécution revêtu d'une chemise rouge ».
Au début de l'acte de condamnation, le Tribunal révolutionnaire déclare coupables du crime d'« assassinat » les cinquante-quatre prévenus, avant d'égrener les diverses accusations dont ils sont convaincus : « ennemis du peuple », participants à une « conjuration de l'étranger », trafiquants de faux assignats, « spéculateurs de famine », dépréciateurs « de la morale et de l'esprit public », etc. Au terme du procès, les condamnés composent donc une fournée hétéroclite, forcés de vêtir la chemise rouge en tant qu'« assassins » avant d'être conduits à l'échafaud. Dans l'hypothèse où le Comité de sûreté générale aurait organisé une mise en scène depuis les coulisses, sa manigance aurait « résid[é] dans l'amalgame, non dans l'infamie de la chemise rouge », nuance Michel Biard. De son côté, l'historien norvégien Arne Ording (en) met en cause le Comité de salut public, et non le Comité de sûreté générale.
Dans son ouvrage Louis XVII, sa vie, son agonie, sa mort (1852), Alcide de Beauchesne donne la liste des 54 condamnés, exécutés le 17 juin 1794 :
1. Henri Admirat, âgé de 50 ans, natif de Auzolette, département du Puy-de-Dôme, domicilié à Paris, rue Favart, no 4, ci-devant domestique, ensuite attaché à la loterie ci-devant royale en qualité de garçon de bureau.
2. François Cardinal, instituteur et maître de pension âgé de 40 ans, natif de Bussière, département de la Haute-Marne, domicilié à Paris, rue de Tracy, no 7.
3. Pierre-Balthasard Roussel, âgé de 26 ans, natif de Paris, y domicilié, rue Helvétius, no 70.
4. Marie-Suzanne Chevalier, âgée de 34 ans, native de Saint-Sauvan, département de la Vienne, domiciliée à Paris, rue Chabannais, no 47, femme séparée depuis trois ans de Lamartinière.
5. Claude Paindavoine, âgé de 53 ans, natif de Lépine, département de la Marne, domicilié à Paris, rue Neuve-des-Petits-Champs, no 19, concierge de la maison des ci-devant loteries.
6. Aimée-Cécile Renault, âgée de 20 ans, native de Paris, y domiciliée, rue de la Lanterne, fille de Antoine Renault.
7. Antoine Renault, papetier et cartier, âgé de 62 ans, natif de Paris, y domicilié, rue de la Lanterne, section de la Cité.
8. Antoine-Jacques Renault, papetier, âgé de 31 ans, natif de Paris, y domicilié, rue de la Lanterne, fils d'Antoine Renault.
9. Edme-Jeanne Renault, ex-religieuse, âgée de 60 ans, native de Paris, y domiciliée, rue Babylone, no 698.
10. Jean-Baptiste Portebœuf, âgé de 43 ans, natif de Thoiré, département de la Seine-Inférieure, domicilié à Paris, rue Honoré, no 510.
11. André Saintanac, élève en chirurgie et employé à l'hôpital militaire de Cboisy-sur-Seine, âgé de 22 ans, natif de Bordeaux, département de Bec-d'Ambès, domicilié audit Choisy, et précédemment à Paris, rue Quincampoix, maison garnie, ci-devant dite de la Couronne.
12. Anne-Madeleine-Lucile Parmentier, âgée de 52 ans, native de Clermont, département de l'Oise, domiciliée à Paris, rue Honoré, no 510, mariée à Alexandre Lemoine Crécy.
13. François Lafosse, chef de la surveillance de police de Paris, âgé de 44 ans, natif de Versailles, département de Seine-et-Oise, domicilié à Paris, rue du Faubourg-du-Temple, no 32.
14. Jean-Louis-Michel Devaux, employé, âgé de 29 ans, natif de Doulans, département de la Somme, domicilié à Paris, rue Barbe, section de Bonne-Nouvelle.
15. Louis-Eustache-Joseph Potier (Deille), âgé de 44 ans, natif de Lille, département du Nord, domicilié à Paris, rue Favart, imprimeur et membre du comité révolutionnaire de la section Lepelletier.
16. Charles François de Virot de Sombreuil, ex-gouverneur des Invalides, âgé de 64 ans, natif de Insishain (sic), département du Haut-Rhin, domicilié à la maison nationale des Invalides.
17. Stanislas Virot de Sombreuil, âgé de 26 ans, natif de Lechoisier, département de la Haute-Vienne, domicilié à Poissy, ex-capitaine de hussards et ex-capitaine de la garde nationale de Poissy.
18. Jean-Guet Henoc Rohan Rochefort, ex-noble, domicilié à Rochefort, département de la Charente-Inférieure.
19. Pierre Laval Montmorency, ex-noble, âgé de 25 ans, natif de Paris, y domicilié, rue du Bac.
20. Etienne Jardin, âgé de 48 ans, natif de Versailles, département de Seine-et-0ise, domicilié à Paris, rue Cadet, directeur des transports militaires depuis la révolution, et avant piqueur du tyran.
21. Charles-Marie-Antoine Sartine, ex-maître des requêtes, âgé de 34 ans, natif de Paris, y domicilié, rue Vivienne.
22. Barthélemy Constant, gendarme, âgé de 42 ans, natif de Grasse, département du Var, domicilié à Paris, rue du Faubourg-Martin, no 185.
23. Joseph-Henry Burlandeux, ex-officier de paix, âgé de 39 ans, natif de Saullier, département du Var, domicilié à Paris, rue du Faubourg- Martin, no 64.
24. Louis-Marie-Francois Saint-Mauris de Montbarey, ex-prince et ancien militaire, âgé de 38 ans, natif de Paris, y domicilié faubourg Honoré, no 49.
25. Joseph-Guillaume Lescuyer, musicien, âgé de 46 ans, natif d'Antibes, département du Var, domicilié à Paris, rue Poissonnière, no 16.
26. Achille Viart, ci-devant militaire, âgé de 51 ans, natif de …, en Amérique, domicilié à Mariac, département de Bec-d'Ambès.
27. Jean-Louis Biret Tissot, domestique de la femme Grandmaison, âgé de 35 ans, natif de Paris, y domicilié, rue de Mesnard.
28. Théodore Jauge, banquier, âgé de 47 ans, natif de Bordeaux, département de Bec-d'Ambès, domicilié à Paris, rue du Mont-Blanc.
29. Catherine-Suzanne Vincent, âgée de 45 ans, native de Paris, y domiciliée, rue de Mesnard, mariée à Gryois.
30. Françoise-Augustine Duval d'Eprémesnil née Santuare, âgée de 40 ans, native de l'île Bourbon, en Afrique, domiciliée à Marefosse, département de la Seine-Inférieure, mariée à Desprémenil.
31. Charles-Armand-Augustin Depont, ex-noble, âgé de 49 ans, natif de Paris, y domicilié, rue Notre-Dame-des-Champs.
32. Joseph-Victor Cortey, épicier, âgé de 37 ans, natif de Symphorien, département de la Loire, domicilié à Paris, rue de la Loi.
33. François Paumier, ci-devant marchand de bois, âgé de 39 ans, natif de Aunay, département de la Nièvre.
34. Jean-François Deshayes, âgé de 68 ans, natif de Herserange, département de la Moselle, domicilié à Luçon, marchand et membre du comité de surveillance dudit lieu.
35. Francois-Augustin Ozanne, ex-officier de paix, âgé de 40 ans, natif de Paris, y domicilié, rue de la Vieille-Monnaie.
36. Charles-François-René Duhardaz Dauteville, ex-noble, âgé de 23 ans, natif du Mans, département de la Sarthe, domicilié à Paris, rue Basse-du-Rempart, no 20.
37. Louis Comte, négociant, âgé de 49 ans, natif de Varennes, département de Saône-et-Loire, domicilié à Paris, rue Thomas-du-Louvre, grande maison de France.
38. Jean-Baptiste Michonis, limonadier et ex-administrateur de police, âgé de 59 ans, natif de Paris, y domicilié.
39. Philippe-Charles-Élysée Baussancourt, sous-lieutenant de carabiniers, âgé de 27 ans, natif de Vitry-le-François (qui avait été témoin du mariage de François Louis Suleau en 1792);
40. Louis Karadec, agent de change, âgé de 45 ans, natif de Lisieux, département du Calvados, domicilié à Paris, rue du Faubourg-du-Temple.
41. Théodore Marsan, âgé de 27 ans, natif de Toulouse, département de la Haute-Garonne, domicilié à Paris, rue de Cléry, no 95.
42. Nicolas-Joseph Égrée, brasseur, âgé de 40 ans, natif de Cateau-Cambrésis, département du Nord, domicilié à Suresnes, département de Paris.
43. Henri Menil-Simon, ci-devant capitaine de cavalerie, âgé de 53 ans, natif de Buley, département de la Nièvre, domicilié à Vigneux, département de Seine-et-Oise.
44. Jeanne-Louise-Françoise de Sainte-Amaranthe, âgée de 42 ans, native de Saintes, département de la Charente, domiciliée à Cercy, département de Seine-et-Oise.
45. Charlotte-Rose-Émilie de Sainte-Amaranthe, âgée de 19 ans, native de Paris, domiciliée à Cercy, département de la Nièvre, mariée à Sartine.
46. Louis Sainte-Amarante, âgé de 17 ans, natif de Paris, domicilié à Cercy.
47. Gabriel-Jean-Baptiste Briel, ex-prêtre, âgé de 56 ans, natif de Montier-sur-Faulx, département du Mont-Blanc, domicilié à Arcueil, et auparavant à Paris, rue Helvétius.
48. Marie de Grandmaison, ci-devant Buret, ci-devant actrice des Italiens, âgée de 27 ans, native de Blois, département de Loir-et-Cher, domiciliée à Paris, rue Mesnard, no 7.
49. Marie-Nicole Bouchard, âgée de 18 ans, native de Paris, y domiciliée, rue Mesnard, no 7.
50. Jean-Baptiste Marino, peintre en porcelaine, administrateur de police, âgé de 37 ans, natif de Sceaux, district du bourg de l'Egalité, domicilié à Paris, rue Helvétius.
51. Nicolas-André-Marie Froidure, ex-administrateur de police, âgé de 29 ans, natif de Tours, département d'Indre-et-Loire, domicilié à Paris, rue Honoré, no 91.
52. Antoine-Prosper Soulès, ex-administrateur de police et officier municipal, âgé de 31 ans, natif de Avisse, département de la Marne, domicilié à Paris, rue Taranne, no 38.
53. François Dangé, ex-administrateur de police, âgé de 47 ans, natif de Chesey, département de Cher-et-Loir, domicilié à Paris, rue de la Roquette, no 36.
54. Marie-Maximilien-Hercule Rossay, se disant comte de Fleury, âgé de 23 ans, domicilié à Paris.

Les suppliciés sont inhumés au cimetière de Picpus à Paris.